# San José de Guanajuato
San José de Guanajuato es una población localizada en el municipio de Celaya del estado mexicano de Guanajuato, en el centro del país.

## Localización y demografía
San José de Guanajuato se encuentra ubicada al oeste de la ciudad de Celaya, la cabecera municipal, de la que se encuentra distante unos cinco kilómetros. Sus coordenadas geográficas son 20°33′24″N 100°53′34″O / 20.55667, -100.89278 y tiene una altitud de 1 747 metros sobre el nivel del mar.
Se encuentra unida por un ramal carretero con la autopista Carretera Federal 45D, con la que enlaza aproximanente a un kilómetro al norte de la población, siendo este su principal vía de comunicación terrestre, en adición al antiguo camino que la unía directamente con Celaya y que hoy es una avenida de la zona metrolitana. Directamente al sur de la población se encuentra el Aeropuerto Nacional de Celaya.
De acuerdo con el Censo de Población y Vivienda realizado en 2010 por el Instituto Nacional de Estadística y Geografía; la población total de San José de Guanajuato asciende a 2 500 personas, siendo de éstas, 1 224 hombres y 1 276 mujeres.